# Chrám svatého Václava (Střemeníčko)
Chrám svatého Václava je pravoslavná sakrální stavba ve Střemeníčku, části obce Luká na Olomoucku. Jedná se o součást Pravoslavné církevní obce v Řimicích. Chrám není památkově chráněn.

## Historie
Ve 20. letech 20. století vznikla v Řimicích pravoslavná církevní obec. K té patřila také skupina pravoslavných věřících, žijících ve Střemeníčku a blízkém okolí, čítající několik desítek osob. Vzhledem k tomu, že pro tyto lidi bylo obtížné putovat na bohoslužby do Řimic (na vzdálenost zhruba deseti kilometrů), bylo rozhodnuto o výstavbě vlastního chrámu ve Střemeníčku. Stavba probíhala v letech 1936–1937 podle projektu archimandrity Andreje Kolomackého a byl na ní použit ušetřený stavební materiál ze stavby chrámu sv. Cyrila a Metoděje v Chudobíně, který byl dokončen nedlouho předtím. Základní kámen střemeníčského chrámu byl položen a požehnán 3. května 1936, svěcení chrámu vykonal biskup Gorazd v květnu 1937, různé dodělávky však probíhaly až do roku 1939. Šlo zejména o malířskou výzdobu interiéru, která je rovněž dílem archimandrity Andreje Kolomackého. Střemeníčko nikdy nebylo zamýšleno jako místo, kde by přímo sídlila duchovní správa. Vždy šlo pouze o tzv. filiální církevní obec, kam duchovní dojížděli. Případně zde sloužili penzionovaní duchovní, či duchovní, kteří z různých důvodů neměli přímo svou vlastní farnost a v duchovní správě pouze dle svých možností vypomáhali. Kostelnickou službu vykonával do roku 1942 Josef Mlčoch, který byl v rámci nacistických represí po zabití Reinharda Heydricha odvlečen na nucené práce a v listopadu 1942 tragicky zahynul. Po osvobození Československa se kostelnické služby v chrámu ujala jeho příbuzná Marie Mlčochová.
V roce 1947 začala být duchovní správa filiální obce obstarávána z Vilémova u Litovle, později z Chudobína, a posléze opět začal dojíždět duchovní z Řimic. Společenství věřících ve Střemeníčku postupně početně sláblo, a začátkem 21. století zde ustaly pravidelné bohoslužby. Stále je však dodržována tradice sloužit zde liturgii v den chrámového svátku ("na pouť") v den sv. Václava.

## Stavební podoba
Chrám sv. Václava je poměrně nevelká stavba, postavená na půdorysu čtverce, z nějž do tří stran vybíhají půlkruhové apsidy, z nichž jedna obsahuje oltářní prostor. Ze čtvrté strany je přistavěna čtvercová předsíň, převýšená v průčelí arkádou, která sloužila pro zavěšení zvonů (zvon je zde nyní pouze jeden). V interiéru je od lodi oltářní prostor oddělen jednoduchým ikonostasem, jehož autorem byl rovněž Andrej Kolomacký.